# Iason Sappas
Iason Sappas (griechisch Ιάσων Σάππας, * 1892; † unbekannt) war ein griechischer Sportschütze.

## Karriere
Iason Sappas nahm an den Olympischen Spielen 1920 in Antwerpen in vier Disziplinen teil. Mit dem Freien Gewehr belegte er im Mannschaftswettbewerb des Dreistellungskampfes den 13. Platz, während er mit der Mannschaft im Wettbewerb mit der Freien Pistole als Vierter knapp einen Medaillengewinn verpasste. Das Einzel mit der Freien Pistole beendete er auf dem achten Rang. In der Mannschaftskonkurrenz mit dem Armeerevolver über 30 m belegte er mit der griechischen Mannschaft, zu der neben ihm noch Georgios Moraitinis, Alexandros Theofilakis, Ioannis Theofilakis und Alexandros Vrasivanopoulos gehörten, hinter der US-amerikanischen und vor der Schweizer Mannschaft den zweiten Platz. Sappas war mit 258 Punkten neben Moraitinis der zweitbeste Schütze der Mannschaft.